# غريفيث وليام هيوز
جريفيث ويليام هيوز (بالإنجليزية: Griffith William Hughes)‏ (22 فبراير 1861 - 27 سبتمبر 1941) هو محاسب وموسيقي ويلزي.
هيوز كان ابن آن وغريفيث هيوز، ولد في قرية شمال ويلز سيفن ماور [الإنجليزية]، دنبغشاير [الإنجليزية]. في سنواته الأولى، شارك في فصول موسيقية يديرها ج.و. جونز، بن-ي-كاي وإدوارد هيوز. التحق هيوز بمدرسته الابتدائية المحلية وسرعان ما انتقل إلى مدرسة روابون [الإنجليزية] الثانوية قبل أن يعمل ككاتب في مكتب شركة وينستاي كوليري. بعد فترة وجيزة، اراد أن يكون حلقة وصل بين كل من كورال سيفن ماور، والتي تتكون من حوالي 100 صوت، وجوقة صوت الذكور في عام 1889. في الوقت نفسه، كان هيوز قائد جوقة المرتلين في كابيل ماوار، رهوسلاننرتشروجوغ، لفترة قصيرة. درس غريفيث نظام تونيك سول-فا قبل أن يحصل على شهادة فيها، في عام 1900 كان مُنتخب لمجلس كلية تونيك سول-فا. قبل انتقاله إلى بريستاتين [الإنجليزية] في عام 1926 عند تقاعده، وفي عام 1911، تم اختيارغريفيث ليكون قائد جوقة المرتلين مقابل أجر في كنيسة المشيخيه الويلزيه، ليفربول. صنع غريفيث العديد من الأناشيد والتراتيل والألحان، وقال انه أخرج أيضا "Cymanfaoed Cymru"، وفي عام 1929، بعد تقاعده نجح في أن يصبح واحد من المحررين لِكتاب الترنيمة والنبرة الميثودية الكالفينية والوسليانية. توفي هيوز في 27 سبتمبر 1941، عن عمر يناهز 80 عامًا، ودفن في مقبرة في بريستاتين.